# Le Bois-d'Oingt
Le Bois-d'Oingt és un municipi delegat francès, situat al departament del Roine i a la regió d'Alvèrnia-Roine-Alps. L'any 2007 tenia 2.016 habitants.
L'1 de gener de 2017, Le Bois-d'Oingt es va fusionar amb Oingt i Saint-Laurent-d'Oingt i conformen el municipi nou Val d'Oingt.

## Demografia

### Població
El 2007 la població de fet de Le Bois-d'Oingt era de 2.016 persones. Hi havia 764 famílies de les quals 197 eren unipersonals (90 homes vivint sols i 107 dones vivint soles), 230 parelles sense fills, 263 parelles amb fills i 74 famílies monoparentals amb fills.
La població ha evolucionat segons el següent gràfic:
Habitants censats

### Habitatges
El 2007 hi havia 870 habitatges, 767 eren l'habitatge principal de la família, 82 eren segones residències i 21 estaven desocupats. 657 eren cases i 206 eren apartaments. Dels 767 habitatges principals, 508 estaven ocupats pels seus propietaris, 217 estaven llogats i ocupats pels llogaters i 42 estaven cedits a títol gratuït; 12 tenien una cambra, 57 en tenien dues, 146 en tenien tres, 171 en tenien quatre i 380 en tenien cinc o més. 514 habitatges disposaven pel capbaix d'una plaça de pàrquing. A 324 habitatges hi havia un automòbil i a 368 n'hi havia dos o més.

### Piràmide de població
La piràmide de població per edats i sexe el 2009 era:
| Homes | Edats   | Dones |
| ----- | ------- | ----- |
| 8     | 95 o +  | 4     |
| 4     | 90 a 94 | 28    |
| 12    | 85 a 89 | 28    |
| 8     | 80 a 84 | 28    |
| 32    | 75 a 79 | 44    |
| 56    | 70 a 74 | 32    |
| 16    | 65 a 69 | 32    |
| 36    | 60 a 64 | 52    |
| 68    | 55 a 59 | 60    |
| 68    | 50 a 54 | 76    |
| 68    | 45 a 49 | 60    |
| 88    | 40 a 44 | 68    |
| 36    | 35 a 39 | 60    |
| 72    | 30 a 34 | 48    |
| 48    | 25 a 29 | 44    |
| 60    | 20 a 24 | 20    |
| 76    | 15 a 19 | 80    |
| 76    | 10 a 14 | 92    |
| 60    | 5 a 9   | 48    |
| 28    | 0 a 4   | 16    |

## Economia
El 2007 la població en edat de treballar era de 1.242 persones, 919 eren actives i 323 eren inactives. De les 919 persones actives 842 estaven ocupades (439 homes i 403 dones) i 77 estaven aturades (41 homes i 36 dones). De les 323 persones inactives 114 estaven jubilades, 119 estaven estudiant i 90 estaven classificades com a «altres inactius».

### Ingressos
El 2009 a Le Bois-d'Oingt hi havia 830 unitats fiscals que integraven 2.048 persones, la mediana anual d'ingressos fiscals per persona era de 19.928 €.

### Activitats econòmiques
Dels 148 establiments que hi havia el 2007, 2 eren d'empreses extractives, 4 d'empreses alimentàries, 1 d'una empresa de fabricació de material elèctric, 5 d'empreses de fabricació d'altres productes industrials, 13 d'empreses de construcció, 29 d'empreses de comerç i reparació d'automòbils, 7 d'empreses de transport, 13 d'empreses d'hostatgeria i restauració, 6 d'empreses financeres, 8 d'empreses immobiliàries, 17 d'empreses de serveis, 29 d'entitats de l'administració pública i 14 d'empreses classificades com a «altres activitats de serveis».
Dels 45 establiments de servei als particulars que hi havia el 2009, 1 era una oficina d'administració d'Hisenda pública, 1 gendarmeria, 1 oficina de correu, 3 oficines bancàries, 1 funerària, 4 tallers de reparació d'automòbils i de material agrícola, 3 paletes, 1 guixaire pintor, 2 fusteries, 3 lampisteries, 2 electricistes, 4 perruqueries, 3 veterinaris, 8 restaurants, 6 agències immobiliàries, 1 tintoreria i 1 saló de bellesa.
Dels 16 establiments comercials que hi havia el 2009, 1 era un supermercat, 2 botigues de més de 120 m², 1 una botiga de menys de 120 m², 3 fleques, 2 carnisseries, 1 una llibreria, 2 botigues de roba, 1 una sabateria, 1 un drogueria i 2 floristeries.
L'any 2000 a Le Bois-d'Oingt hi havia 20 explotacions agrícoles que ocupaven un total de 182 hectàrees.

## Equipaments sanitaris i escolars
El 2009 hi havia 2 farmàcies i 2 ambulàncies.
El 2009 hi havia 1 escola maternal i 2 escoles elementals. Le Bois-d'Oingt disposava de 2 col·legis d'educació secundària amb 731 alumnes.

## Poblacions més properes
El següent diagrama mostra les poblacions més properes.